# 前駆細胞

幹細胞の分裂と分化 A – 幹細胞; B – 前駆細胞; C – 分化した細胞; 1 – 対称性幹細胞分裂; 2 – 非対称幹細胞分裂; 3 – 前駆細胞分裂; 4 – 最終分化

前駆細胞（ぜんくさいぼう、英：progenitor cell）は幹細胞から発生し体を構成する最終分化細胞へと分化することのできる細胞。幹細胞は前駆細胞を経て最終分化細胞へと分化するため、前駆細胞を幹細胞と最終分化細胞の中間に位置する細胞と捉えることができる。
前駆細胞の明確な定義については統一した見解を得られておらず、前駆細胞と分化能に制限のある成体幹細胞を同一のものとして扱うこともある。また、胚性幹細胞のような多能性を持ち自己複製に制限のない幹細胞と比べると、多くの成体幹細胞は前駆細胞とみなすべきだとする議論がある。

## 特徴
前駆細胞の殆どはオリゴポテント（分化能 § 少能性）として扱われる。すなわち、前駆細胞の分化能は大きく限られており、この点で幹細胞と区別される。しかし前駆細胞が幹細胞から最終分化細胞へと至る過程で現れることから、前駆細胞を分化中の幹細胞として捉えることができる。前駆細胞の分化能は元となる幹細胞や発生した部位に依存する。また幹細胞との大きな違いとして、自己複製能も限られている。

## 機能
前駆細胞は主に古くなった組織や傷ついた組織の再生に利用される。前駆細胞は体中に輸送されており、成長因子やサイトカインに反応して必要な組織へと移動する（走化性）。それらによって細胞分裂と分化が活性化され組織の再生へと利用される。ただし全ての前駆細胞が移動可能なわけではない。

## 利用
前駆細胞は幹細胞と同様に再生医療の要技術として研究・利用されている。幹細胞は高い分化能のため、そのまま移植してもin vivoで狙った細胞のみへと分化させることは難しい。一方、幹細胞をin vitroで分化させた後に患者へと移植する方法では、最終分化細胞の組織への定着に問題が生じる。そのため、幹細胞を狙った細胞の前駆細胞まで分化させることで、柔軟性を保ったまま分化の方向性を決定する手法がとられている。

## 前駆細胞の例
前駆細胞を他の細胞から区別するための同定、ないし定義の原則は形態学的な特徴でなく、細胞表面のマーカーによる。
- 衛星細胞は筋肉に見いだされる。それらは筋肉細胞の分化と損傷の治癒に重要な役割を持つ。
- 骨髄間質細胞および表皮基底層の細胞は10%程度の前駆細胞を持つが、その高い分化能と自己再生能のため幹細胞に分類されることも多い。
- 骨膜は骨芽細胞や軟骨芽細胞に分化できる前駆細胞を含む。
- 膵臓の前駆細胞は最も研究されている前駆細胞の一つである[9]。これらは1型糖尿病治療の研究に用いられる。
- 血管前駆細胞、ないしは血管内皮前駆細胞（英語版）は骨折や創傷治癒の研究に重要である[10]。
- 芽球はB細胞ないしT細胞の発生に含まれ、免疫応答に関与する[11]。